# Тоболки (озеро, Миорский район, бассейн Дисны)
Тобо́лки (бел. Табо́лкі) — озеро в Миорском районе Витебской области Белоруссии. Относится к бассейну реки Дисна.

## Описание
Озеро Тоболки располагается в 17 км к юго-востоку от города Миоры, в 2,5 км к северу от деревни Буды Шарковщинского района, в болотистой местности на территории заказника Ельня.
Площадь поверхности озера составляет 0,06 км², длина — 0,28 км, наибольшая ширина — 0,27 км, длина береговой линии — 0,9 км.
Берега низкие, торфянистые, заболоченные.
Из озера вытекает ручей, который впадает в другой ручей, вытекающий из озера Яжгиня и впадающий в озеро Волозево.